# Ронсевальское ущелье
Ронсева́ль (исп. Puerto de Ibañeta, фр. Col de Roncevaux, баск. Ibañetako Mendatea) — перевал в Пиренеях на французско-испанской границе, расположенный между деревушкой Ронсесвальес (Испания) и городком Сен-Жан-Пье-де-Пор (Франция). 
Согласно легенде, в битве в Ронсевальском ущелье 15 августа 778 года погибли Роланд с другом Оливье, герои средневековой французской поэмы «Песнь о Роланде». На месте предполагаемой гибели находится могильная плита.
Со времён Средневековья Ронсевальское ущелье является важным пунктом паломнического маршрута по пути Святого Иакова, который ведёт в Сантьяго-де-Компостелу.
В честь Ронсевальского ущелья названа Ронсевальская земля (лат. Roncevaux Terra) — северная половина яркой области Япета (спутника Сатурна), занимающая около трети всей его поверхности.

## Галерея
- Роланд в Ронсевальском ущелье. Миниатюра из рукописи «Букета историй» Жана Манселя, вторая половина XV века
- Памятник в честь Роланда
- Тропа Ibañeta
- Вотивные кресты на пути
- Церковь на пути